# Дім, милий дім (фільм, 2008)
«Дім, милий дім» — фільм 2008 року.

## Зміст
Маша виїхала в інше місто на навчання. Її батько вирішив для неї житлову проблему оригінальним чином. Будучи завсідником просторів Інтернету і вміючи поводитися з комп'ютерами, він знаходить квартири, у яких тимчасово відсутні мешканці. Маша ж потрапляє у ці квартири і благополучно живе там до приїзду господарів. Та одного разу план дає збій і дівчину зустрічає господар житла...